# Fragmenta Comicorum Graecorum
Pour les articles homonymes, voir FCG.
Les Fragmenta Comicorum Graecorum (FCG) sont un recueil des fragments des poètes comiques grecs. L'ouvrage
a été publié entre 1839 et 1857 par le philologue classique August Meineke aux éditions Georg Reimer (de) à Berlin.  Premier recueil complet de tous les fragments des comiques, il a paru en cinq tomes et sept volumes. 
Meineke a également publié en 1847 une Editio minor en deux volumes.

## Présentation
Le premier tome (1839) contient une histoire textuelle des comiques grecs et un large index des auteurs et des pièces connus nommément. Le deuxième tome, paru en deux volumes (1839 et 1840), comprend les fragments de l'ancienne comédie attique ; le troisième tome (1840), ceux de la comédie moyenne attique ; le quatrième tome (1841), ceux de la nouvelle comédie attique. Enfin, le cinquième tome (deux volumes, 1857) renferme des index et des suppléments.
Cet ouvrage monumental a été une grande référence au XIXe siècle et n'a pas été supplanté lors de la publication en 1840 des Comicorum Graecorum Fragmenta de James Bailey (en), mais la découverte de nombreux nouveaux fragments a progressivement rendu inévitable la publication d'une nouvelle collection. Les trois tomes des Comicorum Atticorum Fragmenta (CAF) de Theodor Kock (de) et les Poetarum Comicorum Graecorum Fragmenta, publiés par Georg Kaibel en 1899 dans la série Poetarum Graecorum Fragmenta, sont eux aussi devenus datés quelques années après leur parution.
Depuis la fin du XXe siècle, les FCG ont été remplacés par l'édition des Poetae Comici Graeci de Rudolf Kassel (de). Huit tomes sur les neuf prévus ont déjà paru.